# Psilopa leucostoma
Psilopa leucostoma är en tvåvingeart som först beskrevs av Becker 1907.  Psilopa leucostoma ingår i släktet Psilopa och familjen vattenflugor. Inga underarter finns listade i Catalogue of Life.